# خانه خورشید
خانه خورشید یک مرکز گذری کاهش آسیب زنان در ایران است. این مؤسسه توسط لیلا ارشد و سرور منشی‌زاده در سال ۱۳۸۵ در دروازه غار تهران به پیشنهاد سازمان بهزیستی تأسیس شد. هدف این مرکز ارائه غذای گرم، لباس و پوشاک، دارو درمانی و آموزش دادن به زنان آسیب دیده‌است. فعالیت‌هایی نظیر خدمات حمام، سرو یک وعده غذای گرم، سرو میان‌وعده و چای، یوگای خنده، تماشای فیلم سینمایی، داستان‌نویسی، کتابخوانی، کلاس‌های آموزشی، مشاوره فردی و گروهی در بخش مددکاری اجتماعی و روانشناسی، برگزاری جلسات هفتگی قطع کامل سوءمصرف مواد مخدر و محرک‌ها در این مؤسسه برگزار می‌شوند.
فیلم مستند «حیات خلوت خانه خورشید» ساختهٔ رخشان بنی اعتماد در سال ۱۳۹۱ به زندگی زنان معتاد حاضر در خانه خورشید پرداخته‌است.
در اسفند ۱۴۰۰ بنیانگذاران خانه خورشید، در برابر فشارها و به اجبار تن به تعطیلی این سازمان مردم‌نهاد دادند. در زمان فعالیت این مؤسسه، ۲ هزار و ۵۰۰ نفر تحت پوشش بوده‌اند که ۶۰۰ نفر از آنها بهبود یافته‌اند.

## لیلا ارشد
لیلا ارشد مددکار و فعال اجتماعی در سال ۱۳۳۱ در تهران به دنیا امد. در زمان کودکی، به دلیل کار پدرش این فرصت را داشت که در چندین استان مختلف زندگی کنه. این تجربه باعث شد که از همان کودکی با اقوام و فرهنگ‌های مختلف و مشکلات اجتماعی آنها آشنا شود. علاقه‌ خانم ارشد به حل ‌کردن مشکلات اجتماعی باعث شد که در نوزده سالگی مشغول کار میدانی در نقاط محروم ایران شود.  وی رشته‌ مددکاری اجتماعی رو در دانشکده‌ عالی خدمات اجتماعی خواند.
لیلا ارشد در دوران دانشجویی در کلاس‌های ستاره فرمانفرماییان، مادر مددکاری اجتماعی ایران شرکت کرد. ایشان همینطور شاگرد دکتر غریب، پدر طب کودک ایران هم بود. خانم ارشد در سال ۱۳۷۴ به عنوان مددکار داوطلب در انجمن حمایت از کودکان مشغول به کار شد. سه سال بعد که از اعضای هیئت مدیره‌ انجمن کودکان شده بود، مسئول شد که درباره‌ کودکان کار تحقیق کند. برای آشنا شدن با مشکلات کودکان کار به خیابان‌ها رفت و با بچه‌هایی که مشغول فروختن فال و آدامس بودند مصاحبه کرد. بیشتر بچه‌ها ‌گفتند که در دروازه غار زندگی می‌کنند. ایشون و همکارانش در انجمن حمایت از کودکان تصمیم ‌گرفتند که جمعه‌ها به محل زندگی این کودکان کار بروند و به آنها خواندن و نوشتن یاد بدهند. در این مسیر متوجه شدند که خیلی از کودکان پدر و مادرهایشان اعتیاد دارند.
در سال ۱۳۸۴ سازمان بهزیستی به لیلا پیشنهاد ‌داد که اولین مرکز گذری کاهش اعتیاد زنان در خاورمیانه را تاسیس کند. چون مرکز ارائه دهنده این خدمات به مردان، حدود دو سال قبل تاسیس شده‌ بود، اما چنین مرکزی برای زنان وجود نداشت. سرانجام لیلا و سرور منشی‌زاده، خانه‌ خورشید را در دروازه غار تاسیس کردند. خانه‌ خورشید به زنانی که اعتیاد دارند خدمات مختلفی از جمله خدمات بهداشتی و آموزشی ارائه می‌دهد تا به آن‌ها کمک کند که شرایطشان را بهتر کنند، کمتر آسیب ببینند، و کم‌کم درمان بشند.